# 鮑蒙特 (愛達荷州)
鮑蒙特（英語：Bowmont）是位於美國愛達荷州坎寧縣的一個非建制地區。該地的面積和人口皆未知。

## 地理
鮑蒙特的座標為43°27′22″N 116°32′27″W / 43.45611°N 116.54083°W，而該地的平均海拔高度為809米（即2654英尺）。